# Sibräcka
Sibräcka är en bebyggelse nordost om Skärhamn i Stenkyrka socken i Tjörns kommun. Från 2015 avgränsar SCB här en småort.
Tjörns Härads Sparbank hade sitt huvudkontor i ett eget hus i Sibräcka mellan 1937 och 1979.